# Shewanella
Shewanella és l'únic gènere de Shewanellaceae, una família de bacteris marins.
L'any 2013 científics de la Universitat d'East Anglia van experimentar amb l'espècie Shewanella oneidensis per tal de fer-les donar un corrent elèctric i convertir-les en "bateries vivents".